# Iveta Benešová
Iveta Benešová (født 1. februar 1983 i Most, Tjekkoslovakiet) er en professionel tennisspiller fra Tjekkiet.